# 꼬마잠꾸러기상어
꼬마잠꾸러기상어(영어: little sleeper shark, 학명: Somniosus rostratus 솜니오수스 로스트라투스[*])는 잠꾸러기상어의 일종이다. 대서양, 서지중해, 서태평양, 뉴질랜드 근해의 수심 200-1,000 미터에서 발견된다. 신장은 1.43 미터까지 자란다.